# Gonanticlea pulcherrima
Gonanticlea pulcherrima är en fjärilsart som beskrevs av Holloway 1979. Gonanticlea pulcherrima ingår i släktet Gonanticlea och familjen mätare. Inga underarter finns listade i Catalogue of Life.